# غرف رافاييل
غرف رفاييل الأربعة (بالإيطالية: Stanze di Raffaello)‏ في قصر الفاتيكان تشكل جناح الاستقبال، والقسم العام من الشقق البابوية. تتميز هذه الغرف باللوحات الجدارية التي رسمها رفائيل و ورشته. تعد تلك اللوحات مع جدارية سقف كنيسة سيستينا لمايكل أنجلو أبرز الجداريات التي تميز عصر النهضة العليا في روما.

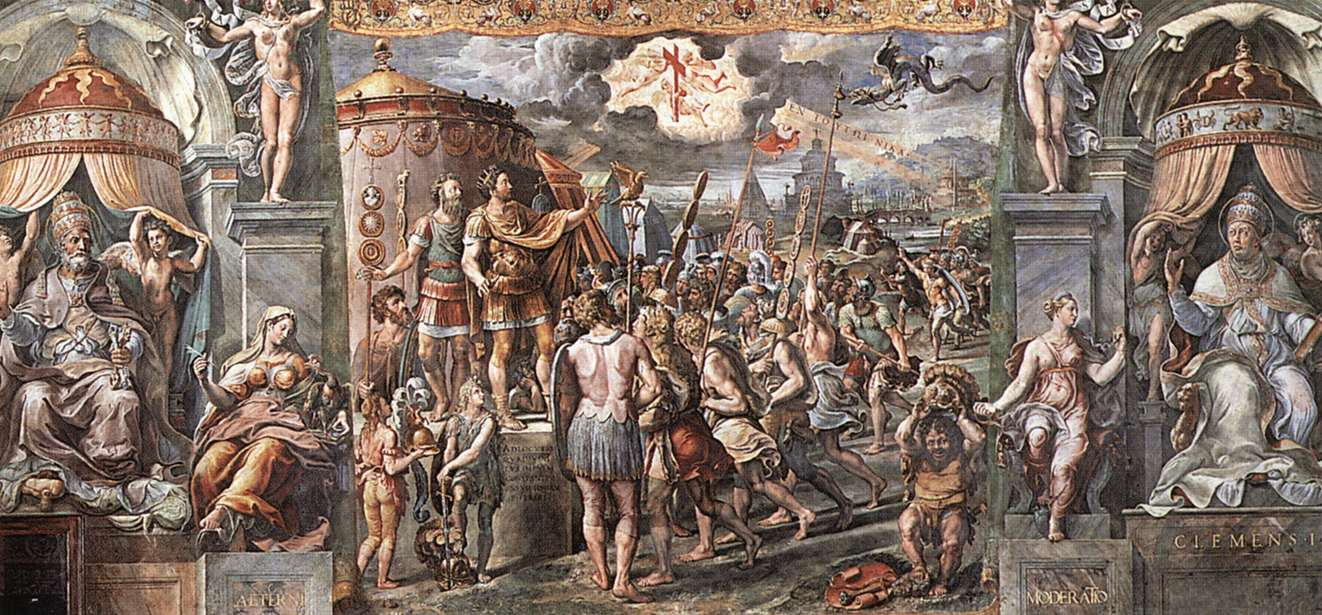
رؤية الصليب